# 213 (группа)
213 — музыкальная группа из города Лонг-Бич, Калифорния,
состоящая из Snoop Dogg, Warren G и покойного Nate Dogg. Группа выпускала записи в стиле джи-фанк. Основалась в начале 90-х, однако позже после ухода Snoop Dogg’a и Nate Dogg’a на лейбл Death Row Records, группа распалась, так как Warren G не собирался подписывать контракт с лейблом. После ухода Snoop Dogg’a и Nate Dogg’a с лейбла Death Row, группа воссоединилась и просуществовала до 2011 года.
После смерти Nate Dogg’a группа окончательно распалась.
Название группы происходит от бывшего кода штата Калифорния и вдохновлено названием группы из Калифорнии — 415.